# Andrew Keen

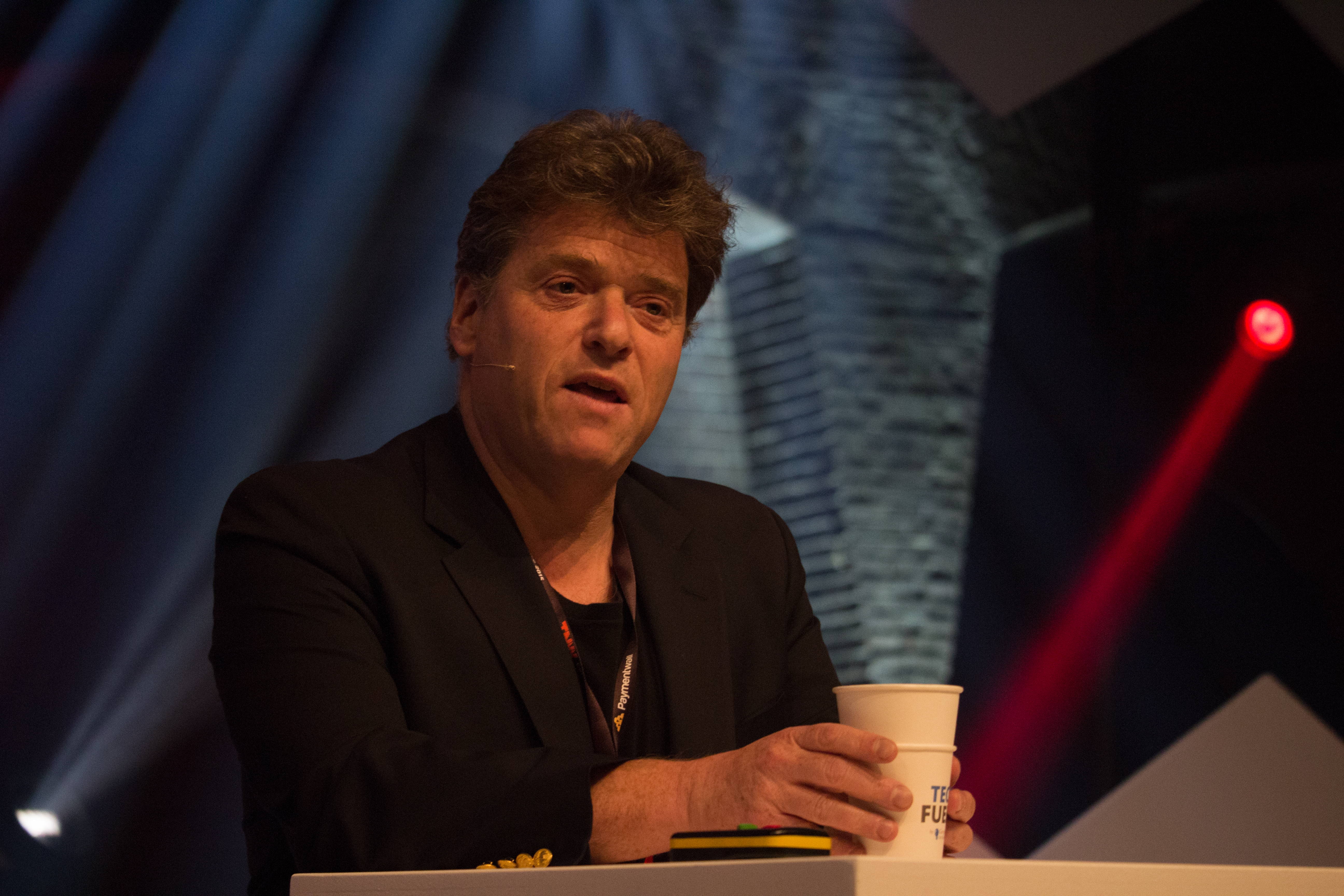
Andrew Keen

Andrew Keen é um escritor norte-americano conhecido por suas críticas ao fenômeno da Web 2.0. Formou-se em História pela London University (Inglaterra) e fez pós-graduação em Ciência Política na Universidade Berkeley (Califórnia).
Na The Weekly Standard, Keen sugere que a Web 2.0 é um "grande movimento utópico", similar ao "comunismo" concebido por Karl Marx.
Keen escreve regularmente em seu blog. Seu livro The Cult of the Amateur, que critica fenômenos de peering como a Wikipedia, foi publicado nos Estados Unidos em 5 de junho de 2007. Após este livro, já traduzido para o português , publicou em 2012 o não menos polêmico Digital Vertigo, onde analisa o fenômeno das redes sociais - em especial o Facebook - destacando os males psicológicos e a erosão da privacidade promovida pelo uso de tais serviços. O título do livro é uma alusão ao filme "Um corpo que cai" de Alfred Hitchcock, cujo título original em inglês é "Vertigo" (traduzido em 2012 para o português como "Vertigem Digital"). O autor menciona a "vertigem", ao ironizar a lista realmente grande de aplicativos produzidos até a publicação de seu livro - 2012 - para manter as pessoas conectadas o tempo todo.
Andrew Keen, também é conhecido pelo apelido de “anticristo do vale do silício”. Isso por quê suas críticas ao fenômeno da Web 2.0 — termo criado em 2004, fazendo referência à segunda geração de comunidades e serviços da internet — tem ganhado grande repercussão, e pelo visto, não tão positiva. Sua fama se fez logo ao lançamento de seu livro O Culto do Amador, que inauguraria seus pensamentos negativos quanto a revolução tecnológica e cultural que a segunda geração da internet trouxe. Junto dela, as críticas viriam principalmente dos entusiastas dessa nova geração, que acham nela um grande crescimento cultural e autonomia intelectual dentro da rede.
Os argumentos de Keen se baseiam em especial na quantidade de serviços online que incentivam a participação de usuários e a formação de redes entre eles, como blogs, Facebook, Orkut, YouTube, Twitter, Wikipédia dentre outros. Todos eles, segundo Andrew, tornaram o espaço virtual em um lugar que todos podem ser detentores de saberes, conteúdo, informações que não podemos de forma alguma confiar. Até que ponto esse tipo de “democracia”, que ele diz não existir efetivamente, nos informa e nos faz mais sabedores? O problema é que, não sabemos quem são essas pessoas que nos informam, todos podem se assumir de alguma forma, com qualquer tipo de conteúdo, pois ali, nesse espaço virtual, não existem mais gatekeepers ou controle de informação.
Andrew diz que a melhor forma de se lidar com a Web 2.0 é entendermos que, nem todos são criativos, inteligentes e preparados o suficiente para se expressarem através da rede. A ideia de que todos podem dizer algo sobre tudo é utópica. A “meritrocratização” de que defende, diz que devemos nos deixar ensinar e informar pelos que tem o preparo e o conteúdo necessários para isso. Por que senão, por outro lado, não estaremos aumentando, mas diminuindo nosso nível intelectual.